# Melvillov otok, Kanada
Melvillov otok je nenaseljen otok v Kanadskem arktičnem otočju na severu Kanade in s površino 42.149 km² osmi največji kanadski otok ter 33. največji otok na svetu. Leži severno od Viktorijinega otoka in upravno spada pod kanadske Severozahodne teritorije na zahodu in deželo Nunavut na vzhodu, z mejo po 110. poldnevniku.
Površje je gorato na zahodu in ravno na vzhodu; sestavljeno je iz treh glavnih delov: planote, ki tvori Dundasov polotok in še nekaj ozemlja na jugu, nizke ravnice na severovzhodu ter nagubanega višavja z večstometrskimi pečinami med njima.
Zaradi lege na skrajnem severu je podnebje mrzlo; rastlinstvo je posledično skromno, vendar na otoku kljub temu živi razmeroma raznoliko živalstvo, celo s populacijami moškatnega goveda, karibujev in drugih velikih sesalcev. Raziskovalna odprava je v letih 2003 in 2004 opazila grizlija, kar je najsevernejša znana lokaliteta pojavljanja te vrste medveda.
Otok je leta 1819 med odpravo iskanja severnega prehoda iz Atlantskega v Tihi ocean odkril britanski pomorščak William Parry in ga poimenoval po Robertu Dundasu, 2. vikontu Melvilla, ki je bil takrat lord admiralitete. Parry je moral takrat na otoku prezimiti, saj je zamrznilo morje. Kasneje so na otoku in v okolici našli obilne zaloge nafte in zemeljskega plina. Vendar pa črpati v tako negostoljubnih in odročnih krajih od druge polovice 20. stoletja ni bilo ekonomično zaradi nizkih cen energentov na svetovnem trgu, poleg česar obstajajo tudi okoljevarstveni pomisleki, zato nahajališč še niso resno izkoriščali.